# Shitennō-ji
Shitennō-ji (Japans: 四天王寺) is een boeddhistische tempelcomplex in de Japanse stad Osaka. Het wordt beschouwd als een van de oudste officieel gestichte boeddhistische tempels van Japan. Shitennō-ji werd in het jaar 593 opgericht door prins Shōtoku, een belangrijke promotor van het boeddhisme in Japan, en is gewijd aan de Shitennō, de 'Vier Hemelse Koningen' die in het boeddhisme symbool staan voor de bescherming van de wereld tegen het kwaad.

## Geschiedenis
Shitennō-ji wordt gezien als de eerste staatsboeddhistische tempel van Japan. De stichting ervan markeerde een belangrijke mijlpaal in de verspreiding van het boeddhisme. Door de eeuwen heen werd het tempelcomplex meerdere malen verwoest door branden, aardbevingen en oorlogsschade, waaronder tijdens de Tweede Wereldoorlog. Na elke verwoesting werd het complex zorgvuldig gerestaureerd, met als doel de oorspronkelijke 6e-eeuwse bouwstijl te behouden.

## Architectuur
Het complex is gebouwd volgens een klassieke Chinese tempelindeling, met een centrale pagode omringd door een hoofdzaal (Kondō), een predikhal (Kōdō) en toegangspoorten zoals de Nandaimon (Zuidpoort). De vijf verdiepingen hoge pagode is een van de bekendste onderdelen van het complex en symboliseert de boeddhistische kosmos. Daarnaast beschikt het complex over een vijvertuin en diverse kleinere heiligdommen.

## Religieuze betekenis
De tempel heeft een grote religieuze betekenis als centrum voor de verering van de Shitennō. Daarnaast wordt er jaarlijks de Shōryō-e ceremonie gehouden, ter nagedachtenis aan prins Shōtoku. Shitennō-ji vervult nog steeds een actieve rol als religieus centrum en trekt jaarlijks vele bezoekers en pelgrims.
- Library of Congress Control Number: n80152914
- Bibliotheek van het Japanse parlement: 00302606
- Système universitaire de documentation: 171099834
- Union List of Artist Names: 500304199
- Virtual International Authority File: 154773550